# Rue Paré
La rue Paré est une voie de Nantes, en France.

## Situation et accès
Située dans le centre-ville de Nantes, la rue Paré, qui relie la rue du Calvaire à la rue Pierre-Chéreau, est une artère est pavée et piétonne.

L'extrémité nord de la voie débouche sur une placette pavée à la jonction des rues Pierre-Chéreau, Guépin et des Deux-Ponts.

## Origine du nom
Elle rend hommage au médecin Ambroise Paré.

## Historique
La rue fut aménagée sur un terrain vendu le 30 avril 1790 et qui abritait naguère l'ancien « bois des Amourettes ».
Sur ce lieu se trouvait le terrain des Apothicaires que la Ville avait cédé à cette corporation en 1688, et où s’assemblait autrefois une des « Compagnies du Papegault ».
Édouard Pied nous indique la présente probable d'une fontaine dédié à Vierge Marie dans laquelle Alain Barbe-Torte se serait désaltéré durant la bataille qu'il livra au Pré Nian contre les Normands (« la fontaine que la benoiste Vierge Marie, Mère de Notre-Seigneur, ouvrit au vouloir d’Alain Barbe-Torte pour le rafraîchir, luy et ses chevaliers, pendant le combat qu’il livra aux Normands dans le Pré Nian ») et qui, selon l'auteur, serait à l'origine du nom de la « cour sainte-Marie » qui débouche à l'ouest de la voie.
Lors de la Seconde Guerre mondiale, le quartier est sévèrement touché par les bombardements des 16 et 23 septembre 1943, mais la majorité des immeubles qui bordent la rue ne subissent que peu ou pas de sinistres, seul celui qui est au sud de la « cour sainte-Mairie », fut rebâti dans le cadre du plan de reconstruction de la rue du Calvaire.